# Expertenrat Gesundheit und Resilienz
Der Expertenrat Gesundheit und Resilienz der deutschen Bundesregierung (Eigenbezeichnung: ExpertInnenrat „Gesundheit und Resilienz“) trat am 18. März 2024 zu seiner konstituierenden Sitzung zusammen. Er besteht aus 23 festen Mitgliedern und 6 ständigen Gästen. Der Rat tritt die Nachfolge des Corona-Expertenrats der Bundesregierung an, der am 4. April 2023 letztmalig zusammengetreten ist.

## Mitglieder
Feste Mitglieder des Expertenrats sind:
- Vorsitzender: Heyo K. Kroemer, Vorstandsvorsitzender der Berliner Charité
- Stellvertretende Vorsitzende: Susanne Moebus, Epidemiologin und Leiterin des Instituts für Urban Public Health am Universitätsklinikum Essen
- Nils C. Bandelow, Politikwissenschaftler an der Technische Universität Braunschweig
- Eva Baumann, Leiterin des Hanover Center for Health Communication an der Hochschule für Musik, Theater und Medien Hannover
- Dirk Brockmann, Leiter der Projektgruppe Epidemiologische Modellierung von Infektionskrankheiten am Robert Koch-Institut
- Reinhard Busse, Charité
- Alena Buyx, Direktorin des Instituts für Geschichte und Ethik der Medizin an der Technischen Universität München
- Petra Dickmann, Politikwissenschaftlerin am Universitätsklinikum Jena
- Jörg Dötsch, Präsident der Deutschen Gesellschaft für Kinder- und Jugendmedizin
- Christian Drosten, Leiter des Instituts für Virologie der Charité – Universitätsmedizin Berlin
- Wolfgang Hoffmann, Epidemiologe und Leiter des Instituts für Community Medicine, Universitätsmedizin Greifswald
- Christian Karagiannidis, Präsident der Deutschen Gesellschaft für Internistische Intensivmedizin und Notfallmedizin
- Berit Lange, Epidemiologin am Helmholtz-Zentrum für Infektionsforschung
- Alexander Lechleuthner, Direktor des Instituts für Rettungsingenieurwesen und Gefahrenabwehr IRG, Technische Hochschule Köln
- Wolfgang Lieb, Epidemiologe an der Christian-Albrechts-Universität Kiel
- Gabriele Meyer, Leiterin des Instituts für Gesundheits- und Pflegewissenschaft der Medizinischen Fakultät Halle
- Iris Pigeot, Direktorin am Leibniz-Institut für Präventionsforschung und Epidemiologie Bremen
- Luise Poustka, Expertin für Kinder- und Jugendpsychiatrie am Universitätsklinikum Heidelberg
- Leif Erik Sander, Leiter der Forschungsgruppe Infektionsimmunologie und Impfstoffforschung der Charité
- Simone Scheithauer, Direktorin am Institut für Hygiene und Infektiologie der Universität Göttingen
- Tanja Schultz, Mathematikerin und Informatikerin an der Universität Bremen
- Hendrik Streeck, Direktor des Institutes für Virologie und HIV-Forschung an der Medizinischen Fakultät der Rheinischen Friedrich-Wilhelms-Universität Bonn
- Petra Thürmann, Pharmakologin an der Universität Witten/Herdecke

Ständige Gäste sind:
- Kristina Böhm, Bundesverband der Ärztinnen und Ärzte des öffentlichen Gesundheitsdienstes
- Hans-Ulrich Holtherm, Sanitätsakademie der Bundeswehr
- Johannes Nießen, bis Ende März 2024 Leiter des Gesundheitsamts Köln; seit Oktober 2023 kommissarischer Leiter der Bundeszentrale für gesundheitliche Aufklärung (BZgA)
- Lars Schaade, Robert Koch-Institut
- Katharina Spieß, Bundesinstitut für Bevölkerungsforschung
- Ralph Tiesler, Bundesamt für Bevölkerungsschutz und Katastrophenhilfe

## Aufgabe
Die Mitglieder des Gremiums kommen aus unterschiedlichen Fachrichtungen wie Public Health, Epidemiologie, Ethik, Medizin, Informatik, Statistik, Modellierung, Pflegewissenschaft, Psychologie, Sozialwissenschaften und Virologie. Sie sollen sich damit beschäftigten, wie das Gesundheitswesen und die Gesellschaft künftigen Gesundheitskrisen begegnen können. Der Expertenrat wurde auch im Hinblick auf Gesundheitskrisen ins Leben gerufen, die sich in Folgen des Klimawandels und der demographischen Entwicklung sowie aus militärischen Auseinandersetzungen entwickeln könnten.

## Schwerpunktthemen
Während der konstituierenden Sitzung am 18. März 2024 wurden fünf Schwerpunktthemen beschlossen, zu denen jeweils eine Arbeitsgruppe eingerichtet wurde: Public Health, Prävention, Innovation und Teilhabe, Health Security und Klimawandel.

## Organisation
Das Gremium ist beim Bundeskanzleramt errichtet.

## Kritik
In einem Leitartikel der Ärztezeitung kritisierte Ende März 2024 Denis Nößler die Zusammensetzung des neuen Gremiums. Er bemängelte u. a. die fehlende Vertretung ambulanter Fächer sowie der Pflege, der Psychotherapie und der Sozialpädagogik. Die Zusammensetzung stelle außerdem eine Desavouierung existierender Fachgesellschaften dar. Da in Vereinigungen eine Organisation von Mehrheiten durch Konsensfindung stattfinden müsse, seien deren Vertreter legitimiert und könnten auch kontrolliert werden. Einzelpersonen fehle diese Prokura.
Die Deutsche Gesellschaft für Allgemeinmedizin und Familienmedizin (DEGAM) äußerte Befremden darüber, dass die evidenzbasierte Allgemeinmedizin im neu berufenen Expertenrat nicht vertreten ist. Damit hätten die Hausärztinnen und Hausärzte als größte medizinische Berufsgruppe, die sich Tag für Tag für die Gesundheit der breiten Bevölkerung einsetze, in einem nationalen Beratergremium erneut keine Stimme.
Auch die Kassenärztliche Vereinigung Berlin bemängelte das Fehlen von Vertretern aus der ambulanten Medizin und sah darin ein Zeugnis „der ständigen Ignoranz und Unkenntnis über die Bedeutung der Niedergelassenen – gerade auch während der Pandemie“.